# Târnava, Dolj

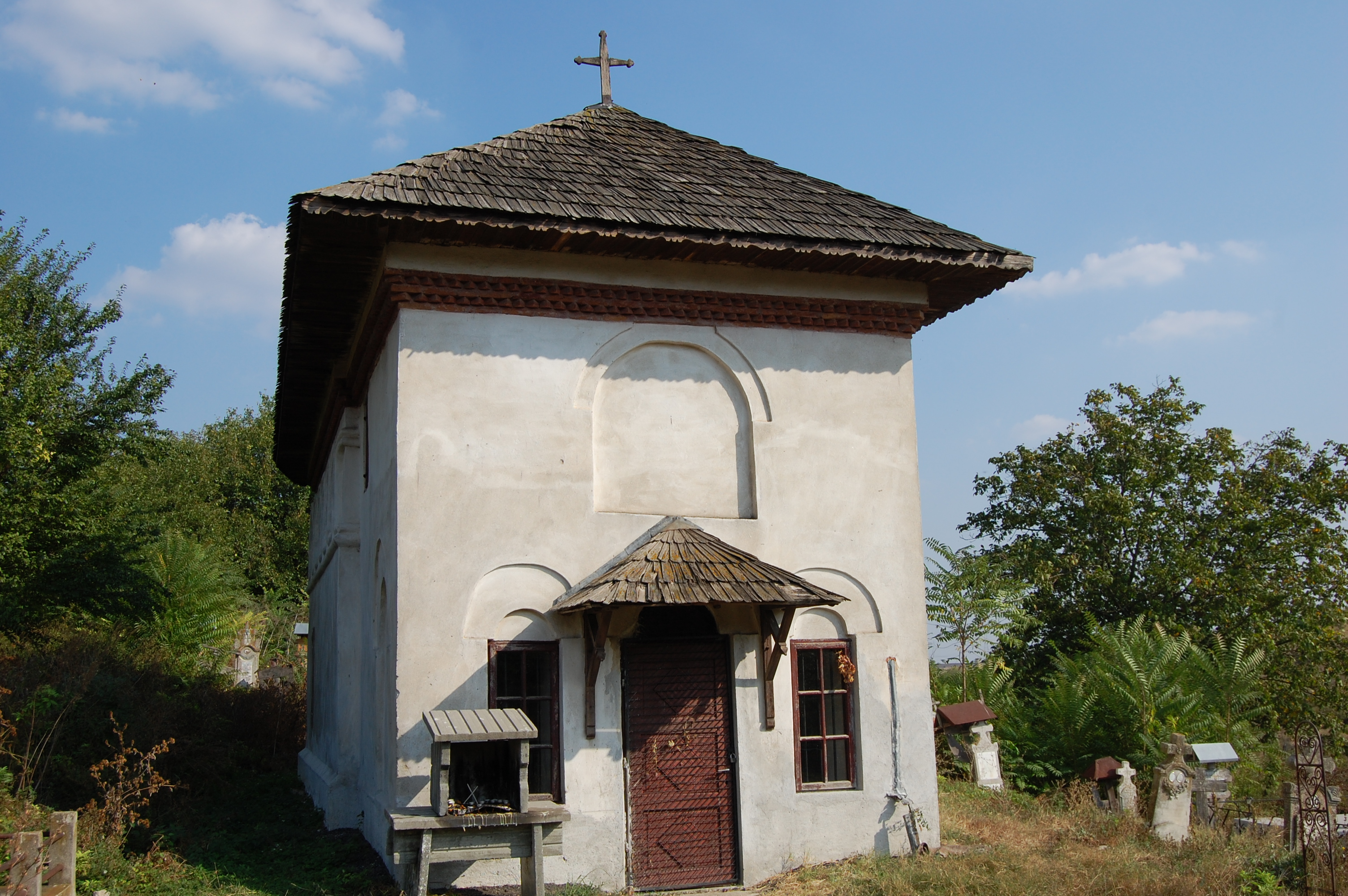
Biserica "Sf.Gheorghe" a fostului schit Târnavița, construita_la_1672

Târnava este un sat în comuna Radovan din județul Dolj, Oltenia, România.
În Registrul de evidență al populației din 1838 se înregistrează prezența a 37 de gospodării „sârbești” (bulgarii din Țările Române erau înregistrați drept sârbi în documentele vremii). Gustav Weigand a inclus satul în atlasul său ca localitate cu populație bulgară. Conform datelor păstrate în arhiva lui S. Romanski, la Târnava se aflau coloniști din satele bulgare din apropiere Perișor (40 de familii care s-au mutat în 1828–1829) și Băilești (30 de familii care s-au mutat în 1864). Când Romanski a vizitat satul în 1918, a găsit în total 140 de gospodării, dintre care 120 bulgare.